# 當代傳奇劇場
當代傳奇劇場（英語：Contemporary Legend Theatre），於1986年成立，是台灣一個表演藝術團體，由吳興國創立。

## 劇目創作
- 莎士比亞系列作品
  - 《慾望城國》(1986)  --  改編自莎士比亞劇作《馬克白》
  - 《王子復仇記》(1990)  --  改編自莎士比亞劇作《哈姆雷特》
  - 《李爾在此》(2001)  --  改編自莎士比亞劇作《李爾王》[7]
  - 《暴風雨》(2004)  --  改編自莎士比亞劇作《暴風雨》
  - 《仲夏夜之夢》(2016)  --  改編自莎士比亞劇作《仲夏夜之夢》
- 希臘悲劇系列作品
  - 《樓蘭女》(1993)  --  改編自尤里庇狄斯劇作《米蒂亞》
  - 《奧瑞斯提亞》(1995)  --  改編自艾斯奇勒斯劇作《奧瑞斯提亞》
- 現代系列作品
  - 《等待果陀》(2005)  --  改編自諾貝爾文學獎得主貝克特同名經典荒謬劇[8]
- 傳奇戲曲系列作品
  - 《陰陽河》(1991)
  - 《無限江山》(1992)
  - 《金烏藏嬌》(2002)
  - 《貴妃醉酒》
  - 《霸王別姬》(1994)
- 東方歌劇系列作品
  - 《夢蝶》(2007)
  - 《兄妹串戲》(2003)
  - 《水滸108》(2007)
  - 《歡樂時光－契訶夫傳奇》(2010)[9]

## 外部連結
- 當代傳奇劇場